# Mosseldag

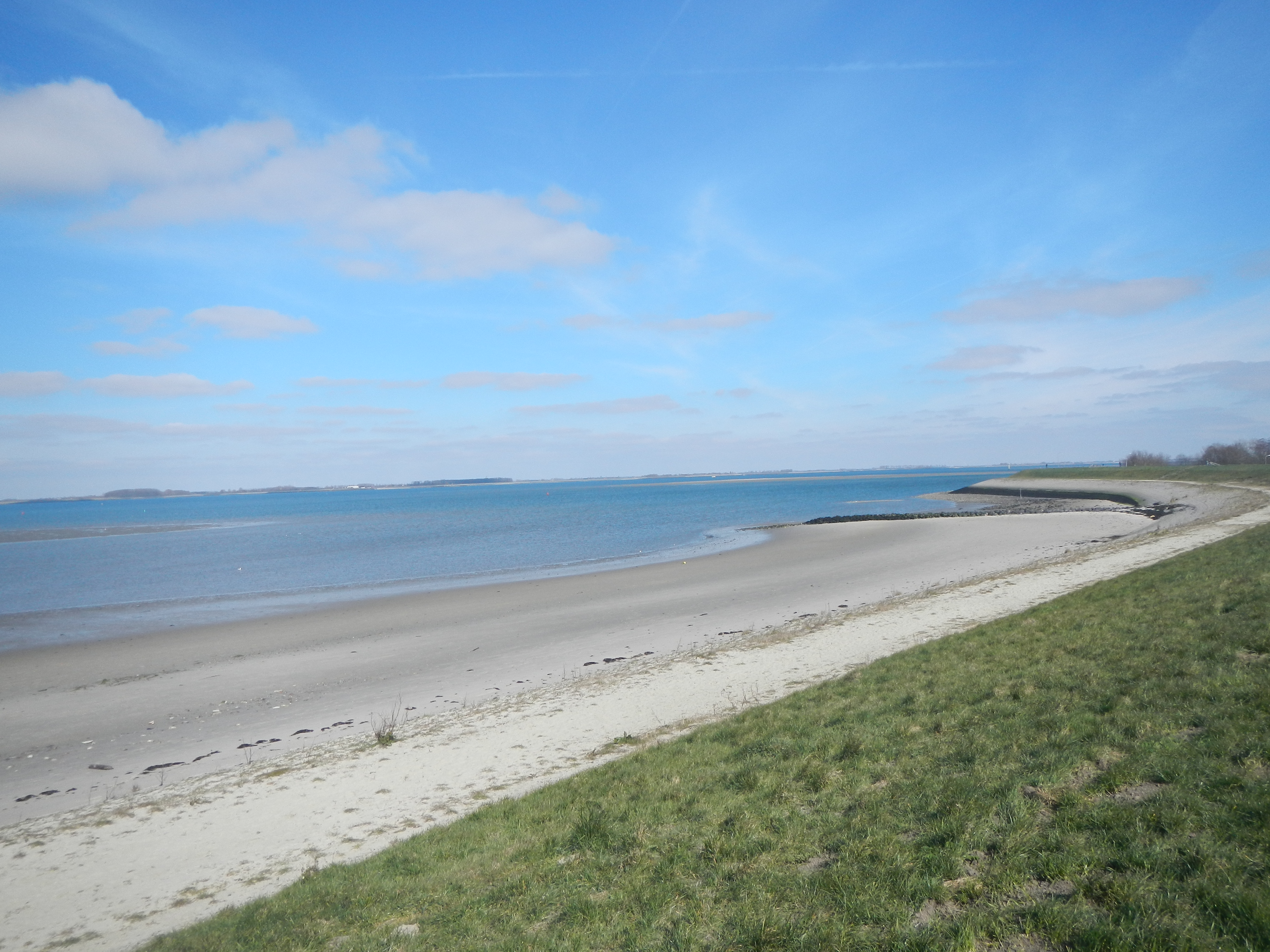
Strand van Yerseke

Mosseldag of mosselfeest is een jaarlijks feest in het Zeeuwse Yerseke. Het evenement vindt plaats op de derde zaterdag van augustus.
Mosseldag staat bekend om het mosselen eten, gratis meevaren met mosselkotters of kijken naar de langsvarende vloot, de kermis en de braderie in het dorp. Ook treden diverse muziekgroepen en dweilbands op. 's Avonds is er een taptoe bij de haven en de dag wordt afgesloten met vuurwerk. Tijdens mosseldag is er in heel Yerseke gelegenheid om diverse specialiteiten uit de zee te nuttigen. Het evenement trekt jaarlijks ongeveer 50.000 bezoekers uit de regio en o.a. Nederland, België, Duitsland en Frankrijk.

## Geschiedenis

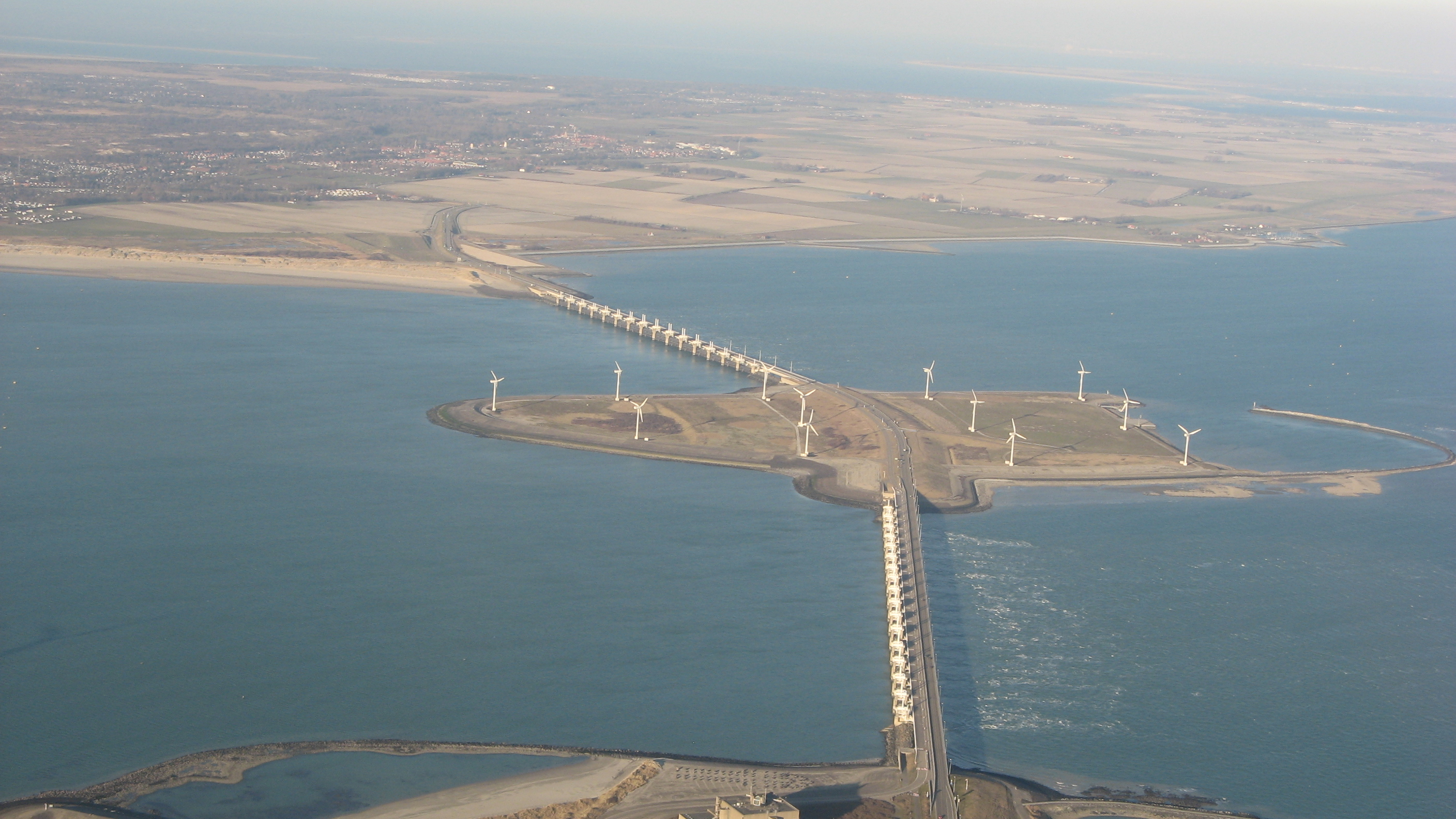
De Oosterscheldekering

Het begon ooit als een vreedzaam protest tegen de aanleg van een dam die de Oosterschelde zou afsluiten. Dit zou funest zijn voor het leven in en rondom de zeearm. Als protest tegen de aanleg organiseerde de Actiegroep Oosterschelde Open op de derde zaterdag van augustus 1972 de Oosterscheldedag, oftewel de mosseldag, met als doel zoveel mogelijk sympathisanten te werven. Het succes van Oosterschelde Open is mede te danken aan de samenwerking tussen de mosselvissers (uit Yerseke, Bruinisse, Zierikzee en Tholen en de natuurorganisaties).
Nu is de mosseldag het toeristisch hoogtepunt van de zomer in Yerseke en geliefd in de wijde omtrek. De eerste mosseldag werd een groot succes. Die mosseldag leverde dan ook een erg belangrijke bijdrage in het open houden van de Oosterschelde. Met ruim 10.000 bezoekers lieten mensen een duidelijke stem horen tegen de aanleg van de dam. Het kabinet heeft daarna een compromis gesloten met de aanleg van de Oosterscheldekering. Met als resultaat dat de vissen en schaaldieren vandaag de dag nog goed gedijen in het heldere water van het Nationaal Park Oosterschelde.
In 1975 besloot de Actiegroep Oosterschelde Open dat zij hun doel bereikt had en er werd dat jaar geen mosseldag georganiseerd. Maar de mosseldag was een begrip geworden voor velen. Op de derde zaterdag in augustus werd het hele dorp dan ook overspoeld door mensen. Daarna besloten de Yersekenaren om mosseldag ieder jaar te vieren. De Stichting Promotie Yerseke heeft de organisatie in 2013 overgenomen van het comité ‘Zeeland Presenteert’. Yersekenaren zien de mosseldag als cultureel erfgoed. Inmiddels is de mosseldag internationaal bekend en een van de grootste evenementen van Zeeland.
In 2018 is een nieuw onderdeel toegevoegd aan de Mosseldag. Aan de vooravond van de derde zaterdag in augustus vindt 'Yerseke by Night' plaats. Deze avond vinden verschillende demo's, experiences, proeverijen en live cooking plaats.

#### Yerseke Magazine
Sinds enkele jaren wordt ook het Yerseke Magazine uitgegeven. Dit is een jaarlijks magazine over Yerseke waarin verschillende actualiteiten, bedrijven, evenementen en wetenswaardigheden worden beschreven.

## Transport
Het evenement is bereikbaar met de auto via de  (afslag 33) en de N670. Er rijden bussen tussen station Kruiningen-Yerseke en Yerseke zelf, en vanaf station Goes rijdt buslijn 27 (Connexxion) ieder uur. Omdat de mosseldag een erg druk bezocht evenement is en er niet veel parkeergelegenheid is in Yerseke, wordt aangeraden om met het openbaar vervoer te komen.